# Roger Graef (Filmemacher)
Roger Arthur Graef OBE (* 18. April 1936 in New York City; † 2. März 2022) war ein in den USA geborener britischer Dokumentarfilmer und Theaterregisseur. 

## Leben
Graef wurde in New York City geboren und begann mit der Regie an der Harvard University, als er 1956 die New England-Premiere von Virgil Thomson und Gertrude Steins Oper The Mother of Us All und 1957 die Premiere von Robert Penn Warrens Brother to Dragons inszenierte.
Er inszenierte 24 Theaterstücke entlang der Ostküste und wurde von CBS für das neue TV-Drama-Regisseursprogramm ausgewählt. Er führte Regie bei zwei Netzwerk-Dramen für CBS, darunter The Seven who were hanged wurden, ein einstündiges Special, das von Robert Herridge nach dem gleichnamigen Roman von Leonid Andreyev adaptiert und produziert wurde.
Graef zog 1962 nach Großbritannien und inszenierte Tennessee Williams Period of Adjustment am Royal Court und Wyndham's Theatre im West End von London.
Sein erster Film war One of Them is Brett im Auftrag der Society of Thalidomide Children, um den Schulleitern der Grundschulen zu zeigen, dass die physischen Handicaps der Kinder sie nicht davon abhielten, geistig aktiv zu sein.
Graef drehte dann eine Reihe von Filmen für Granada Television.
1973 wurde Graef Vorstandsmitglied des Institute of Contemporary Arts (ICA) in London und gründete und leitete dessen Architekturforum. Er wurde auch Teilzeitlehrer bei der Architekturvereinigung. 
Graef wurde 1995 britischer Staatsbürger. 
Graef war Gründungsmitglied von Channel Four, News International Visiting Professor of Media and Communications an der University of Oxford, und war Mitglied des Kuratoriums des Media Standards Trust. Er war ein Schirmherr von Prisoners Abroad, einer Wohltätigkeitsorganisation, die das Wohlergehen der im Ausland inhaftierten Briten und ihrer Familien unterstützt.

## Auszeichnungen und Auszeichnungen
2004 erhielt Graef den British Academy Film Award für sein Lebenswerk, der erste Dokumentarfilmer, der diesen Status erhielt. Er wurde in der Neujahrs-Ehrenliste 2006 für Verdienste um das Filmemachen und Rundfunk zum OBE ernannt. 2013 veranstaltete BAFTA einen Tribute-Abend, um Graefs 50. Jahr als Filmemacher zu feiern.
| Personendaten    | Personendaten                                                    |
| ---------------- | ---------------------------------------------------------------- |
| NAME             | Graef, Roger                                                     |
| ALTERNATIVNAMEN  | Graef, Roger Arthur (vollständiger Name)                         |
| KURZBESCHREIBUNG | US-amerikanisch-britischer Dokumentarfilmer und Theaterregisseur |
| GEBURTSDATUM     | 18. April 1936                                                   |
| GEBURTSORT       | New York City                                                    |
| STERBEDATUM      | 2. März 2022                                                     |